# One Piece: Round the Land
One Piece: Round the Land (ONE PIECE ランドランド!?, Wan Pīsu: Rando Rando!) è un videogioco di ruolo sviluppato da Bandai per la PlayStation 2. È stato commercializzato in Giappone il 29 luglio 2004 e in Europa il 10 dicembre dello stesso anno. Questo gioco è caratterizzato da una storia originale, con l'introduzione del frutto del diavolo Mini Mini mangiato da Blyue.

## Trama
Blyue è un gigante, personaggio filler che è apparso solo in questo gioco di One Piece; egli ha mangiato il frutto del diavolo Mini Mini, che gli dà il potere di ridurre le sue dimensioni corporee. Quando ha sentito parlare della leggenda del grande blu e che si possa compiere in tal modo, ebbe un'idea: quella di aprire un hotel e inviare i pirati alla ricerca del tesoro.
Non ebbe nessun cliente per cento anni, fino a quando Rufy si presenta con la sua ciurma. Blyue prende prigioniera Nefertari Bibi e li provoca, costringendo la ciurma a combattere tutti i suoi vecchi nemici. Ha combattuto contro Rufy dopo la fuga di Bibi. Blyue nel duello perde, ma è comunque soddisfatto per la realizzazione del suo desiderio.
Viene poi informato da Rufy che Brogi e Dori sono ancora in vita, ed egli dalla contentezza si rende conto di avere ancora dei compagni, chiedendo in seguito scusa a Rufy.
Ha detto a Rufy che tornerà di nuovo ad essere un pirata un giorno. Vuole trovare una grande ciurma come quella di Rufy.

## Modalità di gioco
Round the Land è un gioco 3D a scorrimento laterale. Il giocatore può scegliere uno qualsiasi dei pirati di cappello di paglia, completa ogni area sfida comprese dalla Saga del mare blu a Skypiea. Dopo aver eliminato tutti i nemici di ciascun livello il giocatore si troverà in un campo di battaglia con il maggior nemico dell'area tra cui Buggy, Crocodile, Ener, ecc. Ci sono anche battaglie minori contro personaggi come Mr. 1 e Jango.

## Personaggi

### Avversari principali
- Buggy
- Kuro
- Don Krieg
- Arlong
- Wapol
- Crocodile
- Ener
- Blyue
- Mihawk (solo dopo aver completato lo stage di Kuro)
- Shanks (solo dopo aver completato lo stage di Ener)

### Personaggi esclusivi del videogioco
Blyue (ブルース?, Buruusu) è un gigante che faceva parte della ciurma dei Giganti Guerrieri. Mentre erano in viaggio sulla stessa nave cento anni fa, una violenta tempesta fece cadere il gigante in mare. I due capitani pensavano che fosse morto e lo stesso pensava Blyue di loro; invece, era sopravvissuto e si rifugiò su un'isola. Qui, riuscì ad aprire un hotel per far riposare i pirati una volta arrivati; sfortunatamente, nessun pirata vi approdò per cento anni finché non arrivarono Rufy e la sua ciurma. Così Blyue rapisce Nefertari Bibi e si scontra con Rufy, ma viene sconfitto rimanendo, però, soddisfatto del combattimento. Quando viene a sapere che i suoi capitani sono vivi, scoppia di gioia e chiede scusa a Rufy per i suoi atteggiamenti. Alla fine, gli spiega che vuole ritornare ad essere un pirata un giorno e spera di trovare una ciurma come quella dello stesso Rufy. Blyue ha mangiato il frutto Paramisha Mini Mini, che gli permette di rimpicciolirsi per poter passare in posti altrimenti inaccessibili.

## Accoglienza
Al momento dell'uscita, i quattro recensori della rivista Famitsū hanno dato un punteggio di 26/40.